# Bone Street Krew
Bone Street Krew fue un grupo tras bastidores de la World Wrestling Federation (WWF, ahora WWE) durante la década de los 90's, formado por Crush, Henry O. Godwinn, Mideon, Mr. Fuji, Paul Bearer, The Godfather, Rikishi, Savio Vega, The Undertaker y Yokozuna. 

## Historia
La Bone Street Krew fue formada por Yokozuna, quien bautizo al grupo con el nombre, y por The Undertaker. Fue conformada por luchadores que eran amigos entre ellos, y que compartían intereses similares, entre ellos beber Jack Daniels y jugar dominó ("bones"). Como miembros fundadores, Yokozuna y Undertaker eran quienes aprobaban el ingreso a los miembros del grupo. Distintos miembros de la Bone Street Krew tienen tatuadas las letras BSK en sus cuerpos, siendo Savio Vega el primero que se tatúo dichas letras.
Durante los '90, la BSK convivió con otro grupo de luchadores tras bastidores de la WWF, The Kliq. A pesar de la creencia popular, nunca existió animosidad entre los dos grupos.
A mediados de los '90, existieron planes de transformar la Bone Street Krew en un stable en pantalla, más dichos planes nunca se materializaron. La vez que la BSK conformó un equipo en pantalla fue durante el pay-per-view Survivor Series de 1995, donde The Undertaker, Savio Vega, Fatu y Henry Godwinn, acompañados de Paul Bearer, derrotaron a King Mabel, Jerry Lawler, Isaac Yankem y Hunter Hearst Helmsley.
La BSK se disolvió a finales de los '90, cuando varios de sus miembros dejaron la WWF. En noviembre de 2020, varios de sus miembros concurrieron a la ceremonia de retiro de The Undertaker llevada a cabo en Survivor Series 2020. Además, asistieron a la ceremonia de inducción de Taker al Salón de la Fama de la WWE el 1 de abril de 2022, siendo mencionados por este en sus agradecimientos.